# روز كويل
روز كويل (بالإنجليزية: Rose Coyle)‏ هي متسابقة ملكة الجمال وعارضة أمريكية، ولدت في 30 يوليو 1914 في هاكيتستاون في الولايات المتحدة، وتوفيت في 24 فبراير 1988.